# 브래드 그린퀴스트
브래드 그린퀴스트(Brad Greenquist, 1959년 10월 8일 ~ )는 미국의 배우이다.

## 출연 작품
- 애나벨: 인형의 주인 (2017년) - 빅터 팔메리 역
- 어 비기너즈 가이드 투 스너프 (2016년)
- 디스 모던 맨 이즈 비트 (2015년)
- 케이트 맥콜 (2013년) - Dr. 에니스 역
- 캘리포니아 솔로 (2012년) - 파이퍼 역
- 워터 포 엘리펀트 (2011년) - 미스터 로빈슨 역
- 어크로스 더 홀 (2009년)
- 엘렌 림바우어의 일기 (2003년) - 더그 포시 역
- 알리 (2001년)
- 살인을 꿈꾸는 아이들 (2000년)
- 붉은 추장의 몸값 (1998년)
- 데드 바이 미드나잇 (1997년)
- 갱 릴레이션 (1997년)
- 인 콜드 블러드 (1996년)
- 린드버그 유괴사건 (1996년)
- 미드나잇 히트 (1996년)
- 샤도우 이블 (1995년)
- 웨스트 포인트의 차별 (1994년)
- 체어 (1989년)
- 공포의 묘지 (1989년)
- 네온 정글의 집행자 (1988년)
- 베드룸 윈도우 (1987년) - 칼 헨더슨 역

### 출연 작품
- ER (2005-06)